# Oskar Mehlem
Oskar de Mehlem (ur. 21 listopada 1893 w Nagyszőllős, zm. ?) – kapitan piechoty Wojska Polskiego.

## Życiorys
Urodził się w rodzinie Emilii. Ukończył szkołę realną. Po wybuchu I wojny światowej wstąpił do Legionów Polskich. Służył w III batalionie 3 pułku piechoty w składzie II Brygady. Został chorążym piechoty 15 grudnia 1916, później awansowany do stopnia podporucznika piechoty 1 listopada 1916.
Po odzyskaniu przez Polskę niepodległości w 1919 został przyjęty do Wojska Polskiego. Uczestniczył w powstaniach śląskich w stopniu porucznika na stanowisku adiutanta obozu Zawiercie. Został zweryfikowany w stopniu porucznika piechoty. W 1923 był oficerem rezerwowym 37 pułku piechoty w garnizonie Kutno. Po awansie do stopnia kapitana i przeniesieniu do rezerwy mieszkał we Lwowie.
Jego brat Wiktor (ur. 1898) także został legionistą, poniósł śmierć w bitwie pod Kaniowem w maju 1918.

## Ordery i odznaczenia
- Krzyż Niepodległości – 20 lipca 1932 roku „za pracę w dziele odzyskania niepodległości”[7]
- Krzyż Walecznych trzykrotnie
- Złoty Krzyż Zasługi – 1938[8]